# Сен-Пьер-де-Мезоарг
Сен-Пьер-де-Мезоарг (фр. Saint-Pierre-de-Mézoargues) — коммуна на юго-востоке Франции в регионе Прованс — Альпы — Лазурный Берег, департамент Буш-дю-Рон, округ Арль, кантон Шаторенар.
Площадь коммуны — 4,13 км², население — 250 человек (2006) с тенденцией к стабилизации: 232 человека (2012), плотность населения — 56,2 чел/км².

## Население
Население коммуны в 2011 году составляло 235 человек, а в 2012 году — 232 человека.
| 1962 | 1968 | 1975 | 1982 | 1990 | 1999 | 2006 | 2011 | 2012 |
| ---- | ---- | ---- | ---- | ---- | ---- | ---- | ---- | ---- |
| 218  | 204  | 182  | 215  | 217  | 225  | 250  | 235  | 232  |

Динамика населения:

## Экономика
В 2010 году из 154 человек трудоспособного возраста (от 15 до 64 лет) 109 были экономически активными, 45 — неактивными (показатель активности 70,8 %, в 1999 году — 73,8 %). Из 109 активных трудоспособных жителей работали 99 человек (61 мужчина и 38 женщин), 10 женщин числились безработными. Среди 45 трудоспособных неактивных граждан 11 были учениками либо студентами, 25 — пенсионерами, а ещё 9 — были неактивны в силу других причин.
На протяжении 2010 года в коммуне числилось 98 облагаемых налогом домохозяйств, в которых проживало 233,0 человека. При этом медиана доходов составила 15 тысяч 829 евро на одного налогоплательщика.